# Платформна економіка
Платформна економіка (англ. platform economy) — економічна діяльність, що ґрунтується на платформах, під якими розуміють онлайн-системи, що надають комплексні типові рішення для взаємодії між користувачами, включно з комерційними транзакціями. Приклади транзакційних платформ: Amazon, Uber, Airbnb, Alibaba, Baidu тощо. Крім цього, виділяють інноваційні платформи, що забезпечують технологічне середовище, яким можуть скористатися багато незалежних розробників (наприклад, платформи Windows, Android, Salesforce). Зазвичай платформи забезпечують можливість використовувати специфічні рішення, пов'язані з ними сервіси, рекламну підтримку тощо без необхідності самостійного розроблення або придбання відповідних патентів.
Компанії-платформи надають цифровий простір для послуг, що пропонуються різними особами та організаціями, дотримуючись єдиного стандарту навколо центрального ядра. Це контрастує з традиційним ланцюгом створення вартості, характерним для звичайних компаній. Важливими характеристиками компанії-платформи є мережеві ефекти та високий рівень цифровізації для використання даних з метою підвищення продуктивності порівняно зі звичайними компаніями. Швидке масштабування навколо ядра є частиною бізнес-моделі. Найвпливовіші глобальні компанії-платформи разом виокремлюють у Big Tech.
Згідно з дослідженням Центру глобального підприємництва (Centre for Global Enterprise), у 2016 році налічувалося 176 компаній-платформ з ринковою вартістю понад один мільярд доларів США. Вони формують новий тип капіталізму, відомий як цифровий капіталізм або платформний капіталізм.

## Історія поняття

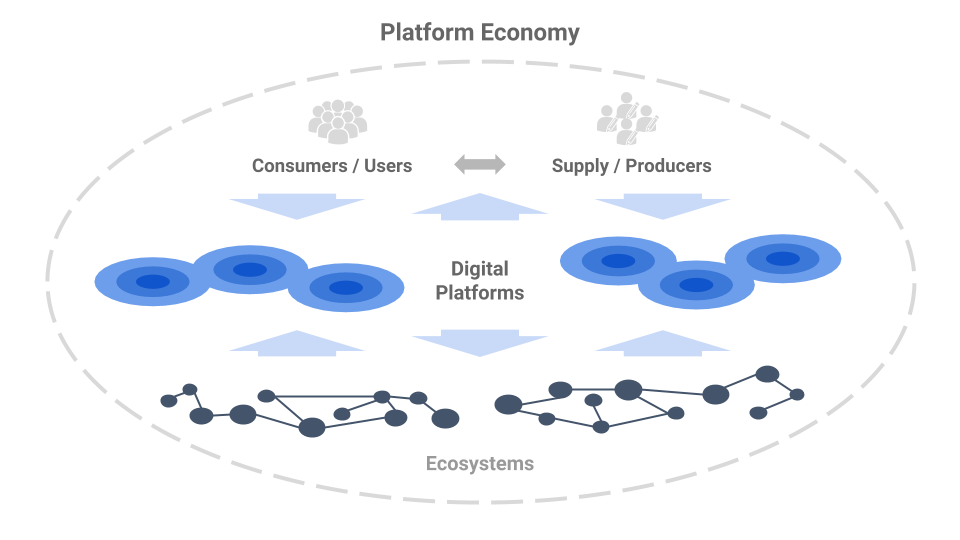
Схема функціонування платформної економіки

Поняття «платформи» в економічних роботах з'явилося в 1990-х роках. Першою науковою публікацією, яка розглядала платформну бізнес-модель, була стаття Platform Competition in Two-Sided Markets авторства Jean-Charles Rochet і Jean Tirole. Перша наукова конференція з платформної економіки відбулася 2008 року в Лондоні.
Спочатку поняття «платформа» стосувалося головним чином онлайн-сервісів, що об'єднували постачальників послуг із клієнтами, таких як Uber, Airbnb та ін., але згодом набуло ширшого сенсу. Професор Carliss Y. Baldwin і доктор C. Jason Woodard вважають, що абстрактна архітектура всіх платформ однакова: система складається з набору базових компонентів із низькою різноманітністю та набору периферійних компонентів із високою різноманітністю.

## Різновиди
Платформи зазвичай класифікують за принципом їхнього функціонування, а не за галузевою приналежністю. Відповідно, існує чотири основні моделі платформ: транзакційні, інноваційні, інтеграційні та інвестиційні. Існують й інші моделі платформ, але зазвичай їх можна віднести до однієї або декількох з перерахованих вище.

### Транзакційні
Цей тип платформи є найпростішим і найвідомішим, також відомий як двосторонній, багатосторонній або посередницький ринок. Компанія на такій платформі надає технологію або послугу як продукт, що дозволяє легко зводити дві або більше сторін. Це може включати обмін товарами, послугами або будь-яким іншим типом інформації чи предметів. Зазвичай самі платформи не є постачальниками цих товарів чи послуг, а функціонують виключно як посередники. Відомими прикладами є YouTube, Fiverr або OLX.

### Інноваційні
Інноваційні платформи слугують основою для компаній та приватних осіб для розробки нових продуктів, послуг або знань. Залучені сторони зазвичай не пов'язані між собою на постійній основі, але тісно сплетені в рамках цієї інноваційної екосистеми. Інноваційна платформа забезпечує основу для розвитку і допомагає збирати та обмінюватися знаннями. Водночас це запобігає тому, щоб занадто багато однакових підходів у різних формах не призводили до реального прогресу. Тут технічний розвиток та обмін ідеями можна визначити як найбільші сфери. Відомими прикладами є Linux та GitHub.

### Інтеграційні
Ця модель поєднує дві вищезгадані моделі. Оператор платформи не лише встановлює правила та проводить перевірки у фоновому режимі, але й активно бере участь у наповненні її вмістом, водночас заохочуючи інші сторони розвивати і вдосконалювати свою присутність або пропонувати власні продукти і послуги. При цьому вони повинні конкурувати з власними пропозиціями оператора платформи. Ця обставина може поставити зовнішніх постачальників у невигідне становище, яке не завжди чітко розпізнається користувачем. Цей тип платформи зазвичай є подальшим розвитком існуючої платформи, див. історію Amazon.com. Іншими прикладами цієї моделі є Zalando та Rozetka.

### Інвестиційні
Інвестиційні платформи зазвичай виступають як материнські компанії платформ і володіють частками або цілими платформами. Це дозволяє їм розробляти додаткові платформи або використовувати схожі базові структури платформ, щоб зменшити операційні витрати і, таким чином, збільшити прибуток окремих платформ. Наприклад, материнська компанія Tinder, Match Group, також володіє акціями 24 інших додатків для знайомств. Те ж саме стосується материнської компанії Google і YouTube Alphabet Inc. або Meta Platforms, материнської компанії Facebook і WhatsApp, серед інших. Звідси видно, що платформи вже далеко просунулися у своєму розвитку. Такі структури широко представлені у світі бізнесу — наприклад, Volkswagen AG в автомобільній промисловості або Nestlé в секторі споживчих товарів.

## Критика
Компанії-платформи та їхнє прагнення до монополізації часто піддаються критиці. Зокрема, професор Луц Бекер говорить про фікцію ринку, створену цифровими платформами. Через інтерналізацію певних економічних та суспільних угод, правил і процедур та підпорядкування їх власним бізнес-моделям (так званий «take-over»), інтернет-гіганти здатні суттєво і радикально змінювати правила гри щодо попиту і пропозиції, ринків і галузей, культури і суспільства, праці і капіталу. Таким чином, вони можуть цифровим способом колонізувати ринок, а згодом і суспільства, особливо тоді, коли ці платформи стануть фактичною умовою участі в ринку чи суспільстві.